# Senhora da Terra
Senhora da Terra é um álbum de estúdio da cantora e compositora brasileira Elza Soares, lançado em 1979 pela CBS e com produção musical de Nelsinho.

## Antecedentes
Elza Soares lançou quatro álbuns pela gravadora Tapecar entre 1974 e 1977. Esta fase foi considerada irregular pela crítica, com algumas canções de destaque em álbuns medianos. No final da década de 1970, Elza assina um contrato com a CBS de dois álbuns. O primeiro foi Senhora da Terra, de 1979, e o segundo Elza Negra, Negra Elza, de 1980.

## Produção
Com produção musical de Nelsinho, Senhora da Terra contou com arranjos do produtor com colaboração de Luiz Roberto, além da participação de músicos como Wilson das Neves e Juquinha (bateria), Dino 7 Cordas (violão), Neco (violão 6 cordas e cavaco), Jaime Araújo (flauta), Geraldo (tumbadora) e As Gatas (vocais).
A canção "Abertura", escrita por Elza Soares, faz referência ao fim do Ato Institucional n.º 5.

## Lançamento
Senhora da Terra foi lançado em 1979 pela CBS, e chegou a ser considerado como uma das fases mais baixas da carreira de Elza Soares. O álbum passou anos sem qualquer relançamento em CD ou outros formatos, e era considerado um dos títulos mais raros da trajetória da cantora.
A música "Põe Pimenta" foi lado B do single "Hoje Tem Marmelada" e recebeu um videoclipe humorístico com Elza vestida de cozinheiro com um bigode.
Em 2020, em comemoração aos 90 anos de Elza Soares, o álbum foi relançado pela primeira vez nas plataformas digitais pela Sony Music Brasil.

## Faixas
A seguir lista-se as faixas, compositores e durações de cada canção de Senhora da Terra:
| Lado A |                                               |                                       |         |  |
| N.º    | Título                                        | Compositor(es)                        | Duração |  |
| 1.     | "Põe Pimenta"                                 | Beto Sem Braço Jorginho Saberás       | 3:09    |  |
| 2.     | "Coração Vadio"                               | Edil Pacheco                          | 2:56    |  |
| 3.     | "O Morro"                                     | Mauro Duarte Dona Ivone Lara          | 3:27    |  |
| 4.     | "Exaltação ao Rio São Francisco (O Vaqueiro)" | Waltinho Zezé do Pandeiro João Leonel | 2:14    |  |
| 5.     | "Afoxé"                                       | Heraldo Farias João Belém             | 3:57    |  |
| 6.     | "Maria Pequena"                               | Guaracy de Castro Roberto Nepomuceno  | 2:41    |  |

| Lado B |                         |                               |         |  |
| N.º    | Título                  | Compositor(es)                | Duração |  |
| 1.     | "Abertura"              | Elza Soares                   | 3:31    |  |
| 2.     | "Alegria do Povo"       | Luis Luz Ari do Cavaco        | 2:29    |  |
| 3.     | "O Carnaval"            | Chico Feitosa Ronaldo Bôscoli | 2:37    |  |
| 4.     | "Vê Só Malandragem"     | Gerson Alves Valentim         | 2:58    |  |
| 5.     | "Paródia do Consumidor" | Wilson Moreira Valentim       | 3:31    |  |
| 6.     | "Barraquinho"           | João Roberto Kelly            | 2:24    |  |